# トーマス・E・バーク
トーマス・ユージーン・バーク（Thomas Eugene Bourke、1896年5月5日 - 1978年1月9日）は、アメリカの海兵隊員、最終階級は中将。